# 프랑스 통신사
프랑스 통신사(— 通信社, 프랑스어: Agence France-Presse; AFP 아장스 프랑스 프레스; 아에프페[*])는 프랑스의 대표적인 통신사이다. 1944년 9월에 설립되어 정부의 지원을 받는 국영 통신사로 운영되다가, 1957년에 신문사 조합 형태의 비영리 통신사가 되었다. 국내외에 약 100여 개의 사무소를 두고 있으며, 세계 80여 개국 3,000여 언론사에 국내외 뉴스를 제공하고 있다.

## 역사
AFP는 1944년 파리에 본사를 두고 현재 이름으로 설립되었지만, 그 기원으로 거슬러 올라가면 1832년 샤를 루이 아바가 연 ‘아바 사무소’에 다다른다. 1835년 아바 사무소는 아바 통신사가 되었는데, 진정한 의미에서 세계 최초의 통신사였다. 아바는 1840년 파리와 런던, 브뤼셀 사이에 전서구 서비스를, 1852년에는 전신 서비스를 시작했다.
19세기 아바는 미국의 AP, 영국의 로이터, 독일의 볼프스와 함께 세계 뉴스 시장을 과점했다. 높은 고정비용으로 새로운 경쟁사가 나타나기 힘들었고, 기존 통신사들도 담합으로 시장을 지역별로 나눠 중복 취재를 막았다.
제2차 세계 대전에서 프랑스가 나치 독일에 점령당하자 아바도 비시 프랑스 정부에 의해 국영화되었다. 아바의 사업은 광고 대행사와 통신사로 분리되어 전자는 아바 이름을 유지하고 후자는 프랑스 정보국(Office Français d'information, OFI)가 되었다.
1944년 프랑스 해방 후 OFI는 현재의 이름인 AFP로 재탄생했다.

## 운영
AFP는 독립적인 통신사인 동시에, 정부의 지원 대상이자 관리하는 주무부처가 있는 독특한 지위이다. 이 때문에 친정부적 편향이 있다는 비판을 받기도 한다.
AFP 재원의 3분의 1은 공익적 임무에 대한 보상금과 구독료로 프랑스 정부가 직간접적으로 지원하고 있다. 2018년 공익적 임무에 대한 보상금은 1억 622만 유로, 정부구독료는 2166만 유로였다.
프랑스 정부는 또한 AFP 이사회 18석 중 3석을 임명한다. 이사회의 나머지 의석은 프랑스 언론사 대표 8명, 공영 방송 대표 2명, AFP 직원 대표 2명으로 구성된다. AFP는 의석 수에 비해 정부의 입김이 강하다고 평가받는다.

## 참고 자료
- 프랑스통신사 - 브리태니커 백과사전 (다음백과 미러)